# Strathcona (Minnesota)
Strathcona ist eine Kleinstadt (mit dem Status „City“) im Roseau County im US-amerikanischen Bundesstaat Minnesota.
Das U.S. Census Bureau hat bei der Volkszählung 2020 eine Einwohnerzahl von 25 ermittelt.
Strathcona wurde im Jahr 1905 von amerikanischen Siedlern gegründet.
Benannt wurde Strathcona nach Donald Smith, 1. Baron Strathcona and Mount Royal.
Strathcona ist über den MN32 an das amerikanische Straßennetz angeschlossen.